# Magomed Suleimanov
Magomed Alíyevich Suleimánov (en ruso : Мухаммад Алиевич Сулейманов ; 29 de febrero de 1976 - 11 de agosto de 2015), también conocido como Abú Usmán Guimrinski (en ruso : Абу Усман Гимринский) , fue un líder militante emiratí en Rusia y el tercer grupo emiratí del Cáucaso Dagestaní.

## Biografía
Suleimánov, de etnia ávar del pueblo daguestaní de Guimrý, estudió en la Universidad Fatah al-Islami en Damasco en 1992. En 2005, regresó a Daguestán y se convirtió en el Qadi (juez) de la mezquita central en Guimrý. En 2006, Suleimanov se unió a la insurgencia armada de Daguestán, sin embargo, en 2008 se entregó a las autoridades y recibió una amnistía. 
En 2009, Suleimanov se reincorporó a la insurgencia, donde se desempeñaría como cadí de la rama de Vilayat Daguestán del Emirato del Cáucaso y como comandante militar del sector montañoso de Vilayat Daguestán, que incluía su pueblo natal de Guimrý. 
En 2014, Rustam Asildarov y varios otros altos mandos del Emirato del Cáucaso anunciaron su deserción al Estado Islámico de Irak y Siria (ISIS), jurando lealtad a su líder, Abu Bakr al-Baghdadi . Tanto Suleimanov como el líder del Emirato del Cáucaso, Aliaskhab Kebekov , condenaron esto como una traición. 
Tras el asesinato de Aliaskhab Kebekov por las fuerzas de seguridad rusas en abril de 2015, Suleimanov fue elegido nuevo líder del Emirato del Cáucaso,  sin embargo, no fue anunciado formalmente hasta el 2 de julio de 2015. 

## Muerte
El 11 de agosto de 2015, Magomed Suleimanov murió en operaciones especiales de las fuerzas de seguridad rusas durante una redada cerca de Guimrý en la república rusa de Daguestán. 